# طب الكلى

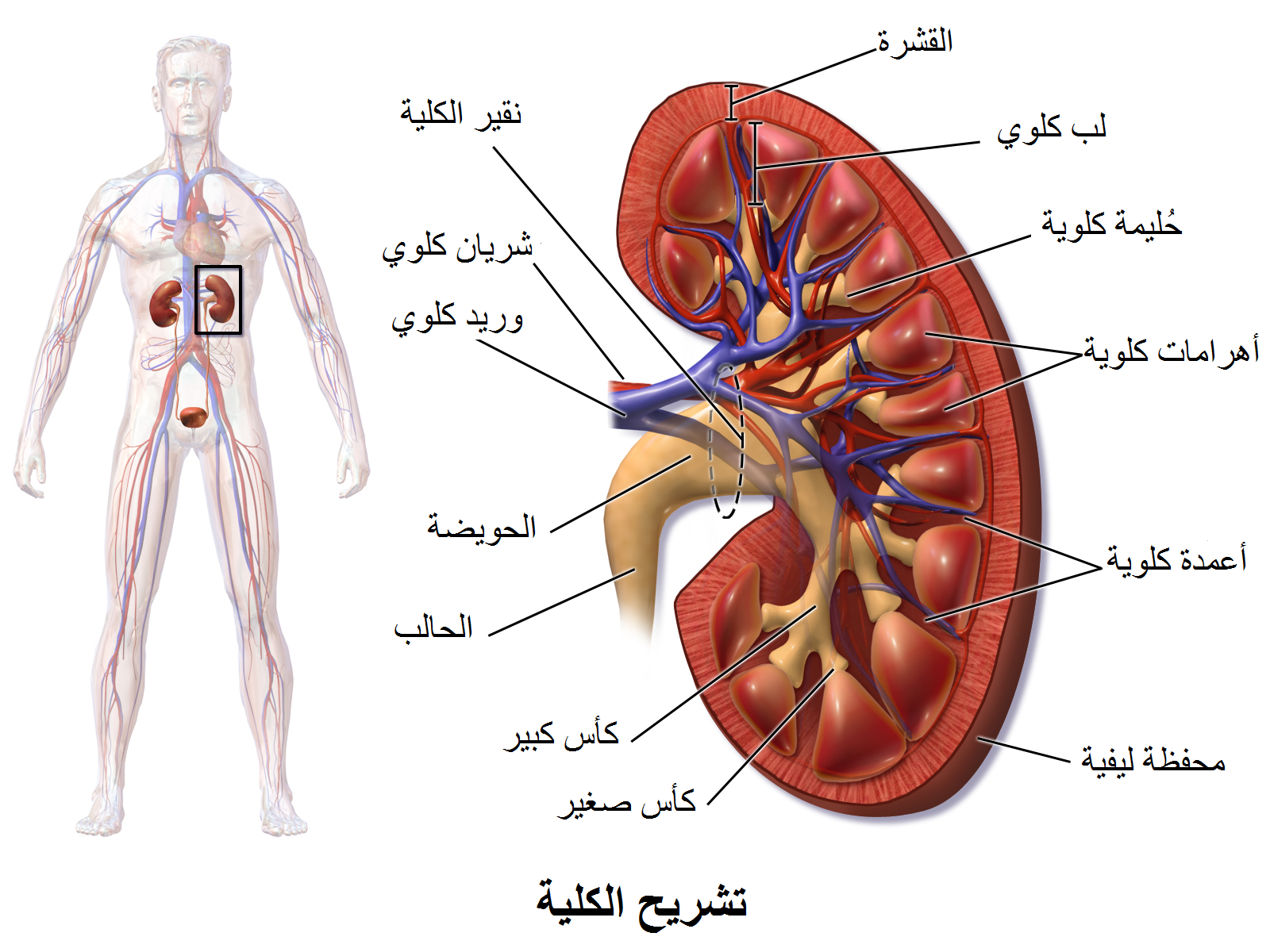
تشريح الكلى

طب الكلى أو طب أمراض الكلى (بالإنجليزية: Nephrology)‏ (من nephros νεφρός باليونانية «الكلى»، مع -logy لاحقة بمعنى «دراسة») هو التخصص في الطب الباطني وطب الأطفال الذي يهتم بدراسة وظائف الكلى الطبيعية، وأمراض الكلى، وعلاج مشاكل الكلى والعلاج بالبدائل الكلوية (غسيل الكلى وزرع الكلى). يتم دراسة الحالات الجهازية التي تؤثر على الكلى (مثل السكري وأمراض المناعة الذاتية) والمشاكل البنيوية التي تحدث نتيجة لمشاكل في الكلى (مثل الحثل العظمي الكلوي وارتفاع ضغط الدم) أيضا في علاج أمراض الكلى. والطبيب يتوجب عليه تدريب إضافي ليصبح أخصائي في أمراض الكلى ويطلق عليهم أختصاصيي كلى أو أطباء الكلى.
يجب التفريق بين جراحة المسالك البولية التي هي أحد أفرع الجراحة وتركز على عمليات المسالك البولية الجراحية وطب الكلى.

## المجال

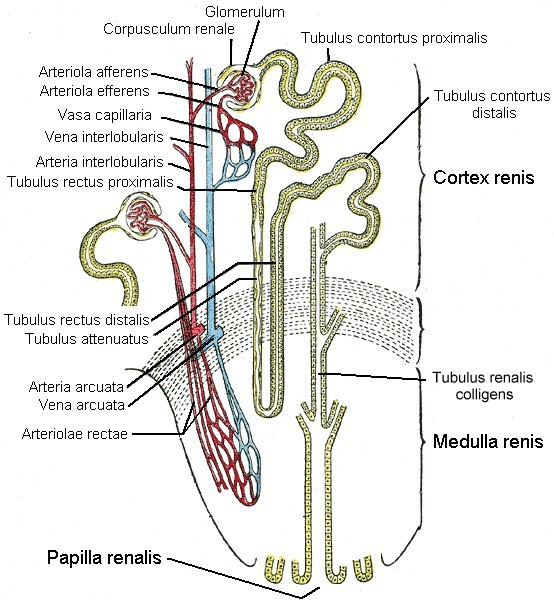
وحدة كلوية أو النفرون

دراسة أمراض الكلى تتعلق بتشخيص وعلاج أمراض الكلى، بما في ذلك ارتفاع ضغط الدم واضطرابات الكهارل، ورعاية الذين يحتاجون العلاج ببدائل الكلى، بما في ذلك غسيل الكلى وزرع الكلى. كثير من الأمراض التي تؤثر على الكلى واضطرابات جهازية لا تقتصر على الجهاز نفسه، وقد تتطلب معاملة خاصة. وتشمل الأمثلة الأمراض المكتسبة مثل الالتهابات الوعائية (مثل التهاب الأوعية الدموية ANCA) وأمراض المناعة الذاتية (مثل الذئبة)، وكذلك التشوهات الخلقية أو الوراثية مثل مرض الكلى المتعدد الكيسات (تكيس الكلى).
ويحال المرضى إلى أخصائي أمراض كلى لأسباب مختلفة، مثل الفشل الكلوي الحاد، وأمراض الكلى المزمنة، بيلة دموية، بيلة بروتينية، حصى الكلى، وارتفاع ضغط الدم، واضطرابات حمض / قاعدة الدم أو الشوارد (الكهارل).

## أختصاصي الكلى
أو أخصائي الكلى (نيفرولوجيست) هو الطبيب الذي حصل على تدريب إضافي ليصبح خبيرا في أمراض الكلى وعادة بعد فترة من التدريب على الطب الباطنة. بالإضافة إلى ذلك، نظرا لمهاراتهم الفريدة من نوعها، يستطيعون توفير الرعاية للناس سليمي الكلى فيمكن لهم أن يعملوا في الطب العام / الطب الباطني، والطب زراعة الأعضاء، والتثبيط المناعي والطب العناية المركزة، والصيدلة السريرية والطب المحيطة بالجراحة، أو أمراض الكلى أطفال.
أطباء الكلى يمكن يدرسوا تخصص فرعي بعد الكلى في: غسيل الكلى وزراعة الكلى، وأمراض الكلى المزمنة والأمراض المرتبطة بسرطان الكلى (Onconephrology)، التداخلات الكلوية أو غيرها من التخصصات غير الكلى، كما هو موضح أعلاه.
الإجراءات (التداخل الجراحية) التي يمارسها أخصائي الكلى تشمل:
- خزعة الكلى الأصلية وخزعة الكلى المزرعة،
- إدراج قثطرة وريدية مركزية لغسيل الكلى (خطوط وصول الأوعية الدموية مؤقتة، عبر نفق خطوط الوصول الأوعية الدموية، وخطوط غسيل الكلى البريتوني الوصول)،
- إدارة الناسور (fistulogram التصوير الوعائي أو الجراحي)،
- خزعة العظم.

## التدريب

### المجلس العربي
أو البورد العربي للدراسات الطبية في العراق ومصر مثلا، بعد كلية الطب وفترة التدريب الأساسية (سنة التكليف أو الإقامة الدورية) ثم الخدمة في المناطق الريفية ثم القبول بالبورد العربي للطب الباطني وأجتياز فترة التدريب 4 سنوات عادة وإستحقاق لقب أخصائي باطني ثم التقديم على برنامج تدريب أمراض الكلى سنتان بعد النجاح من البرنامج ينال الطبيب لقب أخصائي طب كلى بعد لقب أخصائي باطني.

### أستراليا ونيوزيلندا
التدريب في تخصص الكلى في أستراليا ونيوزيلندا يشمل عادة الانتهاء من شهادة الطب (بكالوريوس الطب، بكالوريوس في الجراحة: 4-6 سنوات)، التدريب الطبي (1 سنة)، التدريب الطبي الأساسي (3 سنوات كحد أدنى)، ثم الانتهاء بنجاح من أمتحان الكلية الأسترالية الملكية للأطباء النظرية والامتحانات السريرية، والتدريب المتقدم للأطباء في أمراض الكلى (2-3 سنوات). ويشرف على مسار التدريب ويوثق من الكلية الأسترالية الملكية للأطباء. على نحو متزايد، الأطباء يكملون التدريب للحصول على درجة الدراسات العليا (عادة دكتوراه) في بحوث أمراض الكلى (3-4 سنوات) الكلى. أخيرا، يشارك جميع أطباء الكلى الاسترالين والنيوزيلندين في مجال التنمية المهنية والتطوير الوظيفي من خلال الكلية الأسترالية الملكية للأطباء وهيئات أخرى مثل الجمعية الأسترالية والنيوزيلندية لأمراض الكلى وجمعية الزرع في أستراليا ونيوزيلندا.

### المملكة المتحدة
في المملكة المتحدة، أمراض الكلى (أو غالبا الطب الكلوي) هو من التخصصات الفرعية للطب العام. بعد كلية الطب، وبعد الفترة الأساس (FY1 وFY2)سنتان والتدريب الطبي الرئيسي (CMT) والحصول على العضوية في الكلية الملكية للأطباء بعبور أمتحان (MRCP) ثم المنافسة للحصول على رقم التدريب الوطني (NTN) في الطب الكلوي، وأخيرا التدريب التخصصي للكلى يستغرق خمس سنوات ويحصل الطبيب على شهادة إتمام التدريب (CCT) في كل من الطب الكلوي والطب عام (الباطني). الأطباء في كثير من الأحيان يقطعون التدريب السريري للحصول على درجة البحوث (ماجستير MD /دكتوراه PHD).

### الولايات المتحدة
تدريب أمراض الكلى يمكن أن يتحقق من خلال أحد طريقين في أمريكا. أولها من خلال مسار الطب الباطني كبار مما يوصل إلى تخصص الطب الباطني / أمراض الكلى، والذي يعرف أحياناً باسم «أمراض الكلى الكبار». المسار الثاني يجري من خلال طب الأطفال مما يؤدي إلى التخصص في أمراض كلى الأطفال. في الولايات المتحدة، بعد كلية الطب والتدريب الأساسي أخصائي الكلى للكبار عليه استكمال مدة ثلاث سنوات الإقامة في الطب الباطني تليها سنتان (أو أكثر) الزمالة في أمراض الكلى. فيعرف بأختصاصي الكلى كبار، أما اختصاصي الكلى الأطفال عليه إكمال الإقامة طب الأطفال لمدة ثلاث سنوات بعد الكلية الطبية أو أربع سنوات مشتركة بين الطب الباطني وطب الأطفال. ويعقب ذلك من خلال زمالة لمدة ثلاث سنوات في أمراض الكلى أطفال.
بمجرد الانتهاء من التدريب بشكل مرض، الطبيب المؤهل للمشاركة في المجلس الأميركي للطب الباطني (American Board of Internal Medicine) أو مجلس الطب الأمريكية التقويمي الباطني (American Osteopathic Board of Internal Medicine) وإمتحان أمراض الكلى.الأخصائي يجب الموافقة عليه من أحد هذه المجالس. لتَحْصُل الموافقة، يجب على الطبيب أن يلبي احتياجات التعليم والتدريب في مجال أمراض الكلى من أجل التأهل لامتحان المجلس. إذا إجتاز الطبيب الامتحان، أصبح أخصائي أمراض الكلى. عادة، ما يحتاج أيضاً أخصائي الكلى 2-3 سنوات من التدريب في ACGME أو AOA الزمالة المعتمدة في علاج أمراض الكلى. تقريباً جميع برامج تدريب الكلى تتضمن العلاج ببدائل الكلوي المستمر؛ أقل من نصف الأخصائيين في الولايات المتحدة يتلقون تدريب فصادة البلازما. أطباء الأطفال فقط قادرين على تدريب في أمراض الكلى الأطفال، الأطباء في الطب الباطني (الكبار)قد يتدربون أشهر معدودة في أمراض الكلى (الكبار) لجزء من تدريبهم على الطب الباطني.

## التشخيص

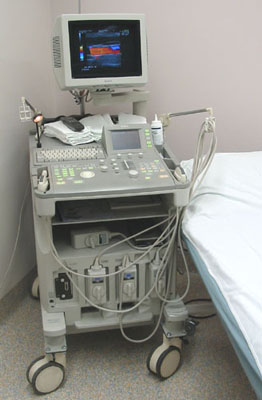
جهاز السونار (تصوير ما فوق الصوتي)

التاريخ المرضي والفحص السريري مهمين ومركزيين خلال التشخيص في علاج أمراض الكلى. قد يشمل هذا الإستفسار عن تاريخ الأسرة، والتاريخ الطبي العام، والنظام الغذائي، واستخدام الأدوية، وتعاطي المخدرات والوظيفة. الفحص البدني يشمل عادة تقييما لحجم الإدرار، ضغط الدم، والجلد والمفاصل والبطن والخاصرة.
فحص البول (تحليل البول) يسمح بإجراء تقييم مباشر للمشاكل المحتملة في الكلى، التي قد يقترحه ظهور الدم في البول (البيلة الدموية) والبروتين في البول (بيلة بروتينية)، وخلايا صديدية في البول (بيلة قيحية) أو خلايا سرطانية في البول. جمع البول على مدار 24 ساعة يمكن استخدامه لتحديد الخسارة اليومية من البروتين (انظر بروتينية)، خرج البول، تصفية الكرياتينين (معدل الترشيح الكبيبي) وتسرب الكهارل عن طريق الأنابيب الكلوية الوحدة الأنبوبية الكلوية.
اختبارات الدم الأساسية يمكن استخدامها للتحقق من تركيز الهيموجلوبين والصفائح والصوديوم والبوتاسيوم والكلوريد والبيكربونات واليوريا والكرياتينين والكالسيوم والمغنيسيوم أو الفوسفات في الدم. كل هذه يمكن أن تتأثر بمشاكل في الكلى. تركيز الكرياتينين في مصل الدم يمكن أن تستخدم لتقدير وظيفة الكلى، ودعا تصفية الكرياتينين أو معدل الترشيح الكبيبي المقدرة (GFR). ويمكن طلب اختبارات أكثر تخصصا لاكتشاف أو ربط بعض الأمراض الجهازية إلى الفشل الكلوي مثل الالتهابات (التهاب الكبد ب B والتهاب الكبد ج C)، وظروف المناعة الذاتية (الذئبة الحمامية الجهازية، التهاب الأوعية الدموية ANCA)، paraproteinemias (الداء النشواني، المايلوما
المتعددة أو ورم نقوي متعدد) والأمراض الاستقلابية (السكري، الداء السيستيني).
يتم تحديد التشوهات الهيكلية للكلى باختبارات التصوير. قد تشمل هذه التصوير بالموجات فوق الصوتية الطبية، التصوير المقطعي المحوري المحوسب (CT)، تصوير ومضي(الطب النووي)، تصوير الأوعية أو التصوير بالرنين المغناطيسي (MRI).
في ظروف معينة، الاختبارات التصويرية والبسيطة (اللا الغازية) قد لا توفر تشخيص واضح. حيث يتطلب التشخيص النهائي، خزعة من الكلى (خزعة الكلى) يمكن أداؤها. وهذا ينطوي عادة على إدخال، تحت التخدير الموضعي والموجات فوق الصوتية أو التوجيه CT، من إبرة الخزعة الأساسية في الكلى الحصول على عينة صغيرة من أنسجة الكلى. ثم يتم فحص نسيج الكلى تحت المجهر، مما يتيح رؤية مباشرة للتغيرات التي تحدث داخل الكلى. بالإضافة إلى ذلك، يجوز للأمراض أيضاً ينظمون مشكلة تؤثر على الكلى، مما يتيح قدرا من التكهن. في بعض الظروف، كما سيتم استخدام خزعة الكلى لمراقبة الاستجابة للعلاج وتحديد الانتكاس المبكر.

## العلاج

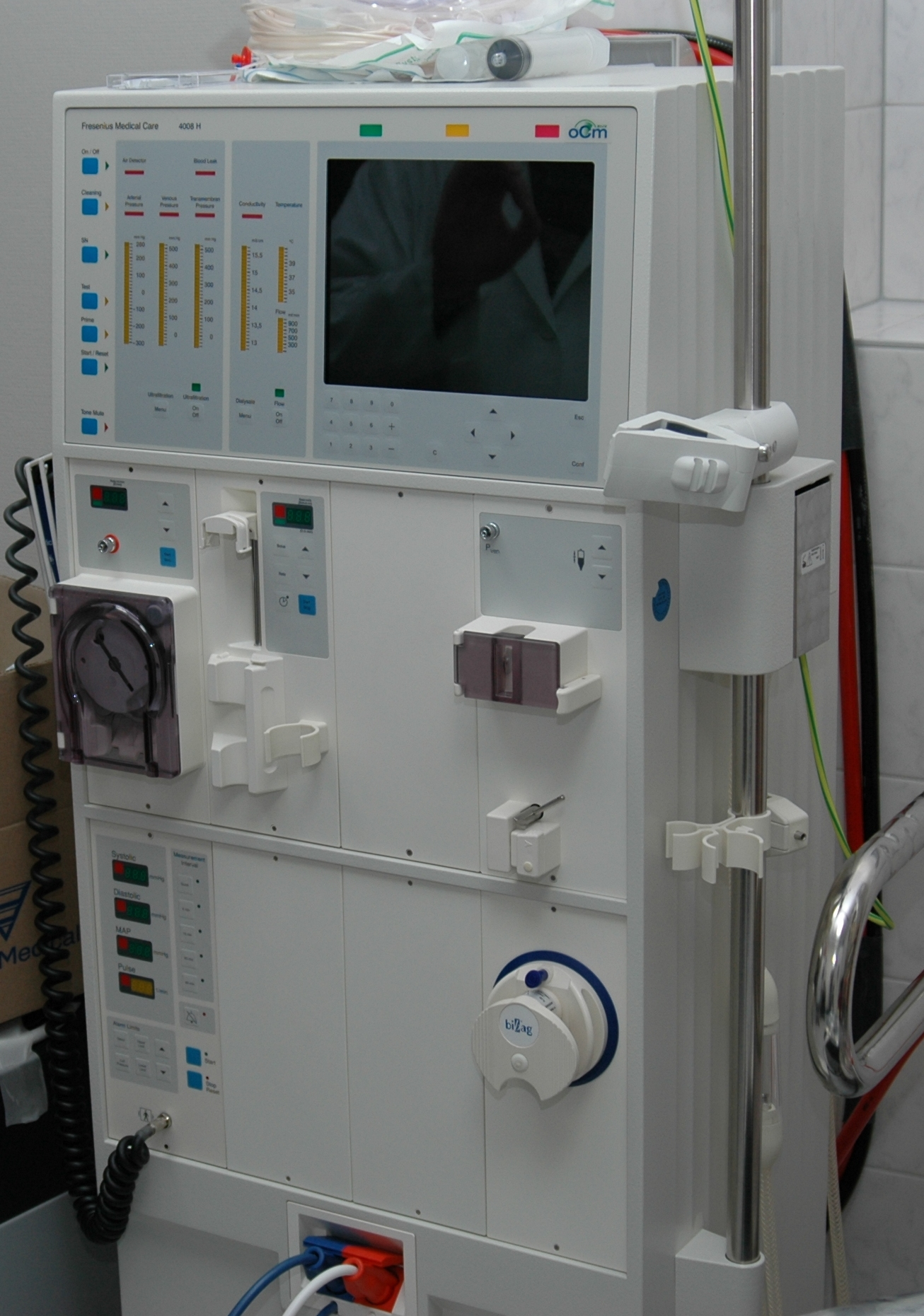
جهاز غسل الدم (غسل الكلى)

علاج أمراض الكلى يشمل الأدوية، ومنتجات الدم، التدخلات الجراحية (جراحة المسالك البولية، الأوعية الدموية أو العمليات الجراحية)، والعلاج بالبدائل الكلوية (غسيل الكلى أو زرع الكلى)، وتبادل البلازما. مشاكل الكلى يمكن أن يكون لها تأثير كبير على نوعية وطول الحياة، الدعم النفسي والتثقيف الصحي والرعاية يلعب أدوارا رئيسية مهمة في التخطيط لعلاج امراض الكلى.
عادة يتم إدارة علاج الأمراض المزمنة الكلوية مع علاج الحالات المسببة (مثل السكري) في نفس الوقت، مع تجنب المواد ذات السمية الكلوية (nephrotoxins مثل النقيض الإشعاعي ومضاد التهاب لا ستيرويدي NSAID)، خافضات الضغط، والنظام الغذائي وتعديل الوزن والتخطيط لمرحلة الالعجز التام للكلى؛ مرحلة الفشل الكلوي. اختلال وظائف الكلى يؤدي إلى تأثيرات جهازية في الجسم. قد تكون هناك حاجة لمحفز إرثروبويتين (erythropoetin) لضمان إنتاج ما يكفي من خلايا الدم الحمراء لمنع فقر الدم، تنشيط فيتامين D كالسيتريول، وقد يطلب تجليد الفوسفات لمواجهة آثار الفشل الكلوي على استقلاب العظام ومنع نخر العظم، وحجم الدم واضطرابات الكهارل قد تحتاج إلى تصحيح.
يمكن علاج مرض المناعة الذاتية وأمراض التهابات الكلى الذاتية مثل التهاب الأوعية أو رفض الزرع، بأدوية كبت المناعة وأكثرها شيوعا هي بريدنيزون، سيكلوفوسفاميد، السيكلوسبورين، تاكروليموس، everolimus، thymoglobulin و (sirolimus) سيروليمس. أحدث وما يسمى ب «العقاقير البيولوجية» أو الأجسام المضادة وحيدة النسيلة، وتستخدم أيضا في هذه الظروف وتشمل ريتوكسيماب، basiliximab وeculizumab. ويمكن أيضا منتجات الدم بما في ذلك الغلوبولين المناعي الوريدي وعملية تعرف باسم تبادل البلازما أن تستخدم.
الكلى التي لا تعد قادرة على الحفاظ على احتياجات الجسم، النتيجة ستكون مراحل الفشل الكلوي الخمسة، المرحلة الأخيرة يكون العجز الكلوي التام. بدون العلاج ببدائل الكلوي، الوفاة بسبب الفشل الكلوي هي نهاية المطاف. غسيل الكلى ي طريقة اصطناعية لتعويض بعض وظائف الكلى لإطالة الحياة. زرع كلية واحدة بدل الكليتين المعطوبتين عن طريق عملية زرع في جسم المريض من متبرع سليم مع تحفيز التسامح مع العضو الجديد الغريب بتثبيط الجهاز المناعي. في الوقت الحاضر، زرع الكلى هو العلاج الأكثر فعالية للفشل الكلوي في المرحلة الأخيرة على الرغم أن من توافرها في جميع أنحاء العالم محدود بسبب عدم توفر الأعضاء المتبرع بها.
معظم الظروف الكلى والأمراض المزمنة ومتابعة طويلة المدى حتى مع أمراض الكلى عادة ما تكون ضرورية.

## منظمات وجمعيات طب الكلى
1. الجمعية الدولية لأمراض الكلى هي أكبر مجتمع عالمي حيث المهن الطبية تشارك في تطوير الرعاية الكلوية في جميع أنحاء العالم.
2. في الولايات المتحدة، ومؤسسة الكلى الوطنية هي منظمة وطنية تمثل المرضى والمهنيين الذين يعالجون أمراض الكلى. تأسست في عام 1966،
3. والجمعية الأمريكية لأمراض الكلى (ASN) هي أكبر جمعية مهنية في العالم مكرسة لدراسة أمراض الكلى.
4. نقابة الممرضين لأمراض الكلى الأمريكية "(ANNA)، تأسست في عام 1969، ويشجع التميز والتقدير التمريض في طب الكلى لإحداث تغيير إيجابي للمرضى الذين يعانون أمراض الكلى.
5. الجمعية الأمريكية لمرضى الكلى (AAKP) جمعية تتمحور حول المريض غير ربحية تركز على تحسين صحة ورفاه اعتلال الكلى CKD ومرضى غسيل الكلى.
6. صندوق الكلى الأمريكي يوفر الدعم المالي مباشرة للمرضى المحتاجين، وكذلك المشاركة في التثقيف الصحي وجهود الوقاية.
7. ASDIN (الجمعية الأمريكية لتشخيص أمراض الكلى التداخلي و) هي المنظمة الرئيسية لأخصائيي الطب التداخلي. وتشمل المنظمات الأخرى سيدا CIDA، VASA غيرها والتي تتعامل مع الوصول لغسيل الكلى وتجهيز الأوعية الدموية لذلك.
8. شبكة دعم الكلى (RSN) منظمة تديرها جماعة من المرضى التي تركز على المريض، غير ربحية تقدم خدمات غير طبية للمتضررين من مرض الكلى المزمن (CKD).
9. في المملكة المتحدة، ويمثل الاتحاد الوطني لمرضى الكلى في المملكة المتحدة، ورابطة الكلى يمثل أطباء الكلى ويعمل بشكل وثيق مع إطار الخدمة الوطنية لأمراض الكلى.
10. الجمعية المصرية لأمراض الكلى (ESNT)
11. الجمعية الأوربية للكلى (ERA-EDTA)